# Licneremaeus linieatus
Licneremaeus linieatus är en kvalsterart som beskrevs av Hammer 1979. Licneremaeus linieatus ingår i släktet Licneremaeus och familjen Licneremaeidae. Inga underarter finns listade i Catalogue of Life.